# Tissierella
Tissierella è un genere di batterio appartenente alla famiglia delle Peptostreptococcaceae.